# 鋼製床
鋼製床（こうせいゆか）とは、床下地構造として、鉄・アルミ合金等を主材として組み上げられたもの。多くは体育館で用いられる。（鋼は、実情「金属」の意味。）

## 概要
- 日本産業規格(JIS A6519)[1]により性能の目安が規定されている。
- 木質下地に比べ、一般に、耐久性・強度が高く、狂いが少ない。
- 施工もシステム化され単純。

## 施工方法
1. 支持脚を指定の間隔で、アンカー・接着剤等により立て、固定する。
2. 支持脚の高さを床レベルに合わせ調整・固定する。
3. 支持脚上に大引きとなる鋼材をボルト止めする。
4. 大引きに根太となる鋼材をボルト止めする。
5. 根太に合板をビス止めする。（多くは2重に張る）